# Rhyacophila diakoftensis
Rhyacophila diakoftensis är en nattsländeart som beskrevs av Malicky in Cakin och Malicky 1983. Rhyacophila diakoftensis ingår i släktet Rhyacophila och familjen rovnattsländor. Inga underarter finns listade i Catalogue of Life.